# 三輪フタバ
三輪 フタバ（みわ ふたば）は日本のイラストレーター、漫画家、同人作家。
また「ももぐまふたば」という名前でバーチャルYouTuberとしても活動している。

## 主な作品
漫画
- ロウきゅーぶ！よんこま（アスキー・メディアワークス『電撃萌王』）全2巻

アダルトゲーム原画
- 箱庭ロジック（Cabbit）
- A.G.II.D.C. ～あるぴじ学園2.0 サーカス史上最大の危機!?～（STELLA）

ライトノベル
- 花屋敷澄花の聖地巡礼（作：五十嵐雄策）（電撃文庫）
- どらごんコンチェルト！（作：遊歩新夢）（オーバーラップ文庫）
- オレのラブコメヒロインは、パンツがはけない。（作：佐倉唄）（ファンタジア文庫）

キャラクターデザイン
- 時兎珠桃・恋桃（Vtuber）
- 舞染りん（Vtuber）

その他イラスト
- 絵師100人展6
- 絵師100人展7